# 罗曼诺·贝尼托·弗洛里亚尼·墨索里尼
罗曼诺·贝尼托·弗洛里亚尼·墨索里尼（義大利語：Romano Floriani Mussolini，2003年1月27日—），被意大利媒体称为小墨索里尼，是意大利男子职业足球运动员，現時由意甲俱乐部拉齐奥外借至意乙球隊克雷莫納，担任右后卫或右中卫。
他是政治家亚历山德拉·墨索里尼的儿子，钢琴家罗马诺·墨索里尼的外孙，意大利法西斯独裁者贝尼托·墨索里尼的曾外孙。

## 职业生涯
弗洛里亚尼·墨索里尼的足球生涯开始于羅馬體育俱樂部的青年队，在他13岁时转到拉齊奧體育俱樂部踢球。在拉齐奥时，他在2018年被租借到业余俱乐部维戈尔·佩尔孔蒂。
2021年，由于俱乐部的支持者与新法西斯主义的传统联系，弗洛里亚尼·墨索里尼为拉齐奥踢球而获得了全世界的关注。2021年3月，弗洛里亚尼·穆索里尼与拉齐奥签订了一份到2024年的职业高级合同。
2021年10月24日，在意甲对阵维罗纳的比赛中，他首次被召入拉齐奥一线队，成为一名未登场的替补。

## 外部連結
- 罗曼诺·贝尼托·弗洛里亚尼·墨索里尼在Transfermarkt上的资料